# Azahriah
Attila Baukó, plus connu sous son nom de scène d'Azahriah,, né le 28 janvier 2002 à Budapest, est un auteur-compositeur-interprète et vidéaste web hongrois.
Il apprend à jouer de la musique tout seul grâce à Internet durant son enfance. Il gagne en popularité pour la première fois sous le nom de Paul Street sur YouTube, puis publie de premières chansons sous le nom de scène d'Azahriah en 2019. 
En mai 2024, il devient le premier artiste hongrois à se produire au stade Ferenc-Puskás trois soirs de suite. En trois ans de carrière, de 2021 à 2024, il sort six albums.
Il se fait aussi connaître pour ses textes et ses prises de position en opposition à la politique de Viktor Orbán.

## Biographie

### Jeunesse
Attila Baukó naît le 28 janvier 2002 dans le quartier d'Újpalota, au nord de Budapest,. Ses parents divorcent lorsqu'il est encore enfant, mais il entretient de bonnes relations avec les deux. Sa mère est une militaire professionnelle qui a servi à deux reprises dans les forces de maintien de la paix au Kosovo. Son père travaille chez un constructeur automobile en Allemagne. Dans sa famille, « tout le monde » soutient Viktor Orbán et vote pour lui.
Attila Baukó lance une chaîne YouTube le 9 février 2014, nommée « Paul Street ». Il choisit ce nom en référence à un roman de l'écrivain Ferenc Molnár. Au départ, il publie des vlogs, puis commence à réaliser des vidéos sur des sujets mystérieux et/ou effrayants, notamment le paranormal. Sa chaîne est révélée lorsqu'il sort une vidéo dans laquelle il critique le système scolaire hongrois, « jugé rétrograde et sous-doté ». La chaîne compte plus de 500 000 abonnés en avril 2023.
Attila Baukó apprend à réaliser des vidéos, à jouer de la guitare et à parler anglais grâce à des didacticiels YouTube, en autodidacte. Il commence alors, vers ses 14 ans, à remixer des chansons en s'aidant de logiciels en ligne. Il ne sait toutefois pas lire une partition musicale.
Il souhaite faire de la musique dès son plus jeune âge et choisit la guitare en raison de son affection pour le heavy metal. Parmi ses artistes et groupes préférés figurent Slipknot, System of a Down, Metallica, Iron Maiden, Pink Floyd et Led Zeppelin.

### Carrière
Il commence à sortir ses chansons sous le pseudonyme d'Azahriah en 2019, avec l'aide de Botond Pócsi (Cent Péchés). Son nom de scène vient du nom latin d'Ozias, le dixième roi de l'ancien royaume de Juda. Sa première chanson auto-composée, intitulée Hathor, sort le 28 janvier 2020. Son premier album, I'm Worse, avec des paroles en anglais, sort le 15 avril 2020. Son deuxième album en anglais, Camouflage, est mis en vente le 29 juin 2021.
Sa chanson « EL BARTO » se classe sixième dans la même liste en juillet 2021. Il devient le meilleur artiste hongrois aux MTV Europe Music Awards 2021. Il est également le premier artiste hongrois à dépasser les 100 millions d'écoutes sur Spotify.
Il sort le 10 août 2022 un EP intitulé Silbak. Toutes les chansons figurent dans le top 40 Mahasz Stream, et certaines d'entre elles apparaissent dans d'autres classements Mahasz et dans le classement local des chansons hongroises publié par Billboard,. Le 10 mars 2023, il donne un concert à la salle omnisports Papp László Budapest Sportaréna, d'une capacité de 12 500 places. Il sort un autre album, intitulé Memento, le 1er mai 2023.
Le 22 mai 2024, il sort un single intitulé Don't Turn The Bass Down, en collaboration avec le groupe français L'Entourloop, qui l'accompagne sur scène pour un de ses concerts. Azahriah se produit quelques jours plus tard au stade Ferenc-Puskás, les 24, 25 et 26 mai 2024, devenant le premier artiste hongrois à remplir trois soirs de suite ce stade. Les billets mis en vente pour la première date de concert sont écoulés en quelques heures, ce qui pousse le staff de l'artiste à réserver le stade pour deux soirs supplémentaires, les deux jours qui suivent.  
Peu avant le concert, il est victime d'une campagne de désinformation de la part des médias gouvernementaux, qui affirment que les spectateurs prévus revendent ses places massivement. L'événement est toutefois un succès ; 150 000 personnes, soit 1,5 % de la population hongroise, assistent au concert au total lors des trois dates. 
Il joue début août 2024 lors du Sziget Festival, l'un des plus importants événements musicaux d'Europe,. 

## Style musical
Azahriah adopte un style de musique pop auxquels sont intégrés des éléments provenant du ragga et du mulatos, un genre de musique populaire hongroise, décrit comme de la « variété hongroise des campagnes » par le critique Dávid Sajó. Selon Radio Nova, il mélange « des influences reggae, afro-beat, dub et hip-hop ». Il est comparé au chanteur israélien Asaf Avidan et présenté comme une « star de la génération Z qui a tout appris sur Internet ». 
Dans ses chansons, il utilise l'anglais et le hongrois, cherchant aussi à s'associer avec des groupes étrangers, comme le groupe français L'Entourloop.

## Prises de positions politiques
Azahriah est opposé à la politique gouvernementale conservatrice de Viktor Orbán, qu'il dénonce dans certains de ses morceaux. Dans sa chanson Four Moods 2, il se moque de sa politique et de sa propagande en montrant des images de Charlie Chaplin parodiant Hitler. Le clip compte trois millions de vues en juin 2024. 
Azahriah se dit écœuré par les « grandes affiches de propagande » installées dans le pays pour critiquer l'Union européenne ou les opposants, ce qui révèle selon lui la nature autoritaire du régime au pouvoir. Il filme et retransmet les manifestations d'opposition, et prend position contre l'homophobie. Cependant, il souhaite rester « un chanteur engagé, mais un chanteur avant tout » et ne prend pas ouvertement position sur les questions partisanes.
Il compte parmi son public à la fois des jeunes favorables à ses idées politiques et des personnes plus âgées, moins enthousiastes. Des électeurs et électrices de Viktor Orbán font partie de son public.
Ses prises de positions inquiètent le parti au pouvoir Fidesz, qui cherche initialement à l'attaquer via les médias. Voyant que la popularité du chanteur dépasse la sienne, Viktor Orbán tente ensuite de « fraterniser » avec lui en se présentant comme un de ses auditeurs. Le chanteur lui répond qu'il apprécierait de le voir parmi les spectateurs lors de ses concerts, mais qu'il lui demanderait alors de « ne plus diriger le pays ». Le Monde le compare à Taylor Swift, tandis que Radio Nova souligne la liberté de ton dont il jouit grâce à sa popularité,.

## Controverses
En 2022 est diffusée une vidéo, prise à son insu, le montrant en train de partager un « moment intime » avec l'une de ses fans peu après un concert. La vidéo fait scandale « dans une Hongrie aux valeurs conservatrices » et le chanteur est ciblé par les médias et les responsables politiques. Plusieurs années après cette affaire, les événements sont rappelés par ses détracteurs, notamment dans les médias, pour le discréditer.
Le 2 juin 2025, il écrit sur Facebook que « Les électeurs du Fidesz sont des êtres intellectuellement et mentalement retardés », ce qui provoque une polémique dans le pays. Des figures du parti au pouvoir le critiquent et dénoncent ses propos. Il retire par la suite son message et s'excuse publiquement.

## Discographie

### Albums studios
- 2020 : I'm Worse
- 2021 : Camouflage
- 2022 : A ló túloldalán
- 2023 : Memento
- 2023 : Papp László Aréna LIVE (2023)
- 2024 : Skatulya I

### EP
- 2022 :  Silbak
- 2022 : SuperSize (Live Session 2022, Acoustic)
- 2023 : Tripq

### Albumslive
- 2023 : Papp László Aréna LIVE